# Darren Le Gallo
Pour les articles homonymes, voir Le Gallo.
Darren Le Gallo est un acteur américain, né le 21 juillet 1974 à Landstuhl, Allemagne .

## Biographie
Darren Le Gallo est né le 21 juillet 1974 à Landstuhl, Allemagne .

### Vie privée
Il est en couple depuis 2002 avec l'actrice Amy Adams (rencontré un an auparavant lors d'un cours de théâtre). Le 5 décembre 2009, elle annonce qu'elle est enceinte de leur premier enfant après plus de sept ans de vie commune,,. Ils accueillent leur premier enfant en 2010, une fille, Aviana Olea Le Gallo.
Le 2 mai 2015, il épouse Amy Adams en Californie.

## Carrière
Sa carrière au cinéma débute comme assistant de département artistique avec les films Impostor de Gary Fleder (2001) et Matrix Reloaded, des Wachowski (2003). Comme acteur, il joue dans des seconds rôles notamment dans Six Feet Under et Crazy Night. Il a même joué dans un court-métrage, Pennies, avec sa petite amie, l'actrice Amy Adams.

## Filmographie

### Cinéma

#### Longs métrages
- 2005 : Stephen Tobolowsky's Birthday Party de Robert Brinkmann : lui-même (documentaire)
- 2010 : Crazy Night (Date Night) de Shawn Levy : Un serveur
- 2012 : Une nouvelle chance (Trouble with the Curve) de Randy Brown : L'infirmier
- 2012 : Broken Kingdom de Daniel Gillies : Chris
- 2014 : Lullaby d'Andrew Levitas : Ethan
- 2014 : #Stuck de Stuart Acher : Le père
- 2022 : Il était une fois 2 (Disenchanted) d'Adam Shankman : Le peintre à Town Square
- 2022 : Sam & Kate de lui-même : Le patron du café (également scénariste)

#### Courts métrages
- 2006 : Pennies de Warner Loughlin et Diana Valentine : Cowboy Jim
- 2007 : The Big Bang Theory de Marcus Kayne : Scott
- 2010 : It Goes de lui-même : Michael (également scénariste)
- 2015 : Cindy's New Boyfriend de Robert Brinkmann : Nick

### Télévision

#### Séries télévisées
- 2001 : Six Feet Under : Un adolescent
- 2002 : First Monday : Un homme
- 2010 : Living in Your Car : Un SDF
- 2011 : Then We Got Help ! : Michael